# Прича о играчкама 5
Прича о играчкама 5 (енгл. Toy Story 5) је предстојећи амерички анимирани хумористички филм из 2026. године, режисера и сценаристе Ендруа Стентона. Представља пето главно остварење у серијалу Прича о играчкама и наставак филма Прича о играчкама 4 (2019). Гласове у филму позајмљују Том Хенкс, Тим Ален и Ана Фарис.
Филм ће изаћи 19. јуна 2026. године.

## Гласовне улоге
| Глумац         | Улога         |
| -------------- | ------------- |
| Том Хенкс      | Вуди          |
| Тим Ален       | Баз Светлосни |
| Ана Фарис      |               |
| Ерни Хадсон    |               |
| Конан О’Брајен |               |